# Konivaptán
A konivaptán (INN: conivaptan) a nátriumszint emelésére szolgáló szer normál vagy megnövekedett testfolyadéktartalom (euvolémia vagy hipervolémia(en)) mellett. 
Szívelégtelenség elleni hatásossága nem igazolt, és nincs is az indikációk között. A nátriumszint emelése nem feltétlenül enyhíti a beteg tüneteit.

## Hatásmód
A konivaptán a vese gyűjtőcsatornájának apikális hártyájában levő aquaporin csatornák vazopresszin V1A(en) és V2(en) receptorainak kompetitív, reverzibilis gátlója, kb. tízszeres affinitással a V2 receptor felé. E receptorok segítenek a plazma ozmolitikus szintjét a normál határok között tartani. A V2 receptor gátlása a folyadékkiválasztást és a nátrium visszatartását segíti elő.
A keringő vér vazopresszin-szintje kritikus az elektrolit-egyensúly szempontjából, és általában a szükségesnél magasabb normál és emelkedett testfolyadéktartalom esetén.

## Mellékhatások
Leggyakrabban az infúzió beadásának helyén lép fel (60–70%-os gyakorisággal fordul elő).
A másik viszonylag gyakori mellékhatás a centrális pontin myelinolysis(en), melyet a gyors (>12 mmol/l/24 óra) nátriumszint-változás okoz, és amelynek súlyos idegrendszeri következményei lehetnek.
További mellékhatások: alacsony vérnyomás és szomjúságérzés, mely nagyobb adagban ill. túladagoláskor fokozottabban jelentkezik; fejfájás (12%). 10%-nál kisebb gyakorisággal számos mellékhatás előfordul.
A konivaptán gátolja a monoxigenáz(en) enzimek előállításáért felelős CYP3A(en) gén működését. A monoxigenáz enzimek fontos szerepet játszanak az anyagcserében, ezen belül is a szervezet méregtelenítésében. A konivaptán kölcsönhatásba léphet a CYP3A génre ható más szerekkel (digoxin(en), warfarin), és ellenjavallt a CYP3A gént gátló más szerekkel együtt adva (pl. ketokonazol, itrakonazol, klaritromicin, ritonavir(en), indinavir(en)). Számos egyéb szerrel is kölcsönhatásba lép.
A klinikai kísérletek során a konivaptán átralmasnak bizonyult a magzatra nézve, még az ember számára ajánlott adagban is. A méhlepényben a vérszérumbeli koncentráció 2,2-szeresét találták patkányokban, és ez csak lassan csökkent a konivaptán abbahagyása után is, vagyis fennáll a halmozódás veszélye. Az újszülött patkányok kisebb súlyúak, lassúbb reflexűek voltak, lassabban növekedtek, általában véve csökkent az életképességük. A nőstény patkányokon nem mutattak ki elváltozást. Emberi tapasztalat nincs, ezért a konivaptán csak nagyon indokolt esetben adható terhes nőnek. 
Az sem ismert, hogy kiválasztódik-e az anyatejbe, ill. adható-e gyermekeknek. A 65 év felettieken végzett klinikai vizsgálatok nem mutattak különbséget a felnőttek átlagához képest.

## Adagolás
Kórházban, nagy vénába. Az infúzió helyét 24-óránként változtatni kell az irritáció elkerülésére.
Az első adag fél óra alatt beadott 20 mg, melyet 24 óra alatt adott újabb 20 mg követ. Ha a betegnek 20 mg elég, azt egyszerre, 24 óra alatt kell beadni. A kezelés további 1–3 napig tarthat, és az adag szükség esetén 40 mg-ra emelhető. Hiánybetegség, alkoholizmus, közepes fokú májkárosodás esetén csökkenteni kell az adagot.
A kezelés közben a nátriumszint és a testfolyadék-mennyiség folyamatos figyelése szükséges, mert a hirtelen (>12 mmol/l/nap) nátriumszint-emelkedés súlyos idegrendszeri következményekkel járhat. Ugyancsak szükséges a káliumszint figyelése, mert 22%-os gyakorisággal fordul elő a hipokalémia.

## Készítmények
A nemzetközi gyógyszerkereskedelemben:
- Vaprisol

Magyarországon nincs forgalomban.